# Thomas Jefferson
Thomas Jefferson (Shadwell, Virgínia, 13 d'abril de 1743 - Monticello, Virgínia, 4 de juliol de 1826) va ser el tercer president dels Estats Units d'Amèrica, ocupant el càrrec entre 1801 i 1809. És considerat un dels pares fundadors de la nació.
La seva eminència ve donada perquè va ser el principal autor de la Declaració d'Independència dels Estats Units de 1776. Jefferson va ser un dels Pares Fundadors més influents, conegut per la seva promoció dels ideals del republicanisme als Estats Units. Va anticipar la visió d'uns Estats Units d'Amèrica com un gran «imperi de la llibertat» que promogués la democràcia i la lluita contra l'imperialisme britànic.
Els principals esdeveniments que van tenir lloc durant la seva presidència inclouen la compra de la Louisiana (1803) i l'expedició de Lewis i Clark (1804 - 1806), així com l'escalada de tensions amb la Gran Bretanya i França, que van conduir a la guerra amb Gran Bretanya el 1812, després de deixar el càrrec.
Com a filòsof polític, Jefferson era un home de la Il·lustració i coneixia molts líders intel·lectuals de la Gran Bretanya i França. Idealitzava al petit agricultor propietari independent com a exemple de virtuts republicanes, desconfiava de les ciutats i dels financers, afavorí els drets dels Estats i un govern federal estrictament limitat. Jefferson va donar suport la separació d'Església i Estat i va ser l'autor de l'Estatut per a la Llibertat Religiosa de Virgínia (1779, 1786). Va ser l'epònim de la democràcia jeffersoniana i líder i cofundador al costat de James Madison del Partit Demòcrata-Republicà, que va dominar la política nord-americana durant 25 anys. Jefferson va ser el governador de Virgínia durant la Guerra d'Independència (1779 - 1781), el primer Secretari d'Estat (1789 - 1793) i segon Vicepresident dels Estats Units (1797 - 1801).
Un erudit i polímata, Jefferson es consagrarà, entre altres coses, com un horticultor, líder polític, arquitecte, arqueòleg, paleontòleg, músic, inventor i fundador de la Universitat de Virgínia, declarada per la UNESCO Patrimoni de la Humanitat a 1987. Quan el president John F. Kennedy va donar la benvinguda als 49 guanyadors del Premi Nobel a la Casa Blanca el 1962, va dir: «Crec que aquesta és la col·lecció més extraordinària de talent i del saber humà que mai s'hagi reunit a la Casa Blanca - amb la possible excepció de quan Thomas Jefferson sopava sol ». Fins ara, Jefferson és l'únic president que ha servit dos mandats i no li ha estat vetada ni una sola resolució pel Congrés. Va morir el 4 de juliol de 1826, coincidint amb el 50 aniversari de la Declaració d'Independència i unes hores abans que el seu predecessor, rival electoral i amic John Adams.
Jefferson ha estat constantment qualificat pels experts com un dels més grans Presidents dels Estats Units.

## Primers anys i educació

### Infància
Thomas Jefferson va néixer a Shadwell (Virgínia) el 13 d'abril de 1743, en el si d'una família benestant. Va ser el tercer de deu fills (dos dels quals van néixer morts) del matrimoni format per Peter Jefferson i Jane Randolph, amos d'una plantació que portava el nom de la ciutat. La seva mare, Jane Randolph, era filla d'Isham Randolph, un capità de vaixell i antic latifundista, cosí germà de Peyton Randolph, descendent de l'aristocràcia anglesa i escocesa. El pare de Jefferson, Peter Jefferson, era un hisendat i agrimensor del comtat d'Albemarle (Virgínia). Ell era, possiblement, d'origen gal·lès, encara que això no és clar. Quan el coronel William Randolph, un vell amic de Peter Jefferson, va morir a 1745, Peter va assumir la marmessoria i la càrrega dels béns personals de William Randolph a Tuckahoe (Virgínia), així com al seu petit fill, Thomas Mann Randolph, Jr aquest mateix any, els Jefferson es van traslladar a Tuckahoe on romandrien durant els pròxims set anys abans de tornar a la seva llar a Albemarle. Peter Jefferson va ser nomenat coronel de la província, una posició important en aquest moment.

### Educació
L'any 1752, Jefferson va començar a assistir a una escola local dirigida per William Douglas, un escocès. A l'edat de nou anys, Jefferson va començar a estudiar llatí, grec i francès. El 1757, quan tenia 14 anys, el seu pare va morir. Jefferson va heretar uns 5.000 acres (20 km²) de terra i desenes d'esclaus. Va construir la seva casa allà, que amb el temps va arribar a conèixer com Monticello (Virgínia).
Després de la mort del seu pare, va estudiar amb el reverend James Maury de 1758 a 1760. L'escola estava prop de la parròquia de Fredericksville, pròxima a Gordonsville (Virgínia), a 19 km de Shadwell, i Jefferson es va mudar amb la família de Maury. Allà va rebre una educació clàssica i va estudiar història i ciències.
El 1760, a l'edat de 16 anys, va entrar al College of William & Mary a Williamsburg. Es va matricular a l'escola de filosofia i va estudiar matemàtiques, metafísica i filosofia amb el professor William Small, qui va introduir a Jefferson en els escrits dels empiristes britànics, com John Locke, Francis Bacon i Isaac Newton (Jefferson els va nomenar «els tres millors homes que el món mai hagi creat»). També va perfeccionar el seu francès, portava el seu llibre de gramàtica grega allà on fos, practicava el violí i llegia a Tàcit i Homer. Com a gran i diligent estudiant, Jefferson mostrava una àvida curiositat en tots els camps i, d'acord amb la tradició familiar, estudiava unes quinze hores al dia. El seu amic més proper de la universitat, John Page de Rosewell, contava que Jefferson «podia desempallegar-se dels seus amics més estimats per volar als seus estudis».
A la universitat, Jefferson era membre d'una organització secreta anomenada la FHC Society. Allà es va allotjar a l'edifici conegut avui com l'Edifici de Sir Christopher Wren, assistint als àpats comunals al Gran Saló i també a les oracions a la Capella Wren al matí i a la tarda. Jefferson assistia sovint a les luxoses festes del Governador Reial Francis Fauquier, on tocava el violí i on també va desenvolupar una primerenca afició pels vins. Després de graduar-se el 1762 amb alts honors, va passar la prova amb el professor de dret George Wythe que li va permetre ser admès com a advocat de Virgínia l'any 1767.

### Després de la universitat
L'1 d'octubre de 1765, la major de les germanes de Jefferson, Jane, va morir a l'edat de 25 anys.
Jefferson va caure en un període de dol rigorós, estant ja capficat per l'absència de les seves altres germanes, Mary, que havia estat casada durant diversos anys amb Thomas Bolling, i Martha, qui s'havia casat a principis de juliol amb Dabney Carr Ambdues s'havien traslladat a les residències dels seus marits, deixant a casa els seus germans menors Elizabeth, Lucy i els dos nens petits. Jefferson no va trobar consol en la presència de les seves altres germanes, ja que no li facilitaven el mateix estímul intel·lectual que li havien donat les seves germanes grans.
Jefferson portava molts casos com advocat en la Virgínia colonial, sent la llista de més d'un centenar de casos anuals entre 1768 i 1773 al Tribunal General tot sol, sense deixar de participar com advocat en altres centenars de casos. Jefferson va tenir com a clients a membres de les famílies de l'elit de Virgínia, inclosos els membres de la família de la seva mare, els Randolph.

### Monticello

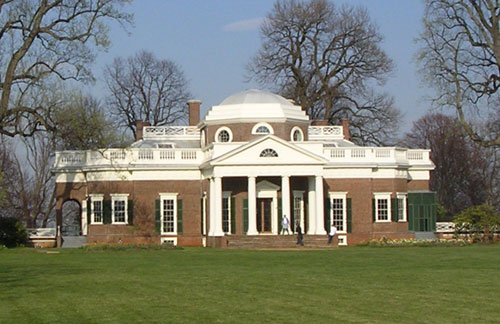
Monticello, residència de Jefferson.

L'any 1768 Thomas Jefferson va començar la construcció de Monticello, una mansió neoclàssica. Des de la seva infància, Jefferson sempre havia volgut construir una casa bonica al cim d'una muntanya a la vista de Shadwell. Jefferson es va endeutar enormement a Monticello, gastant generosament amb la finalitat de crear un ambient neoclàssic basat en el seu estudi de l'arquitecte Andrea Palladio.
Monticello va ser també la plantació d'esclaus de Thomas Jefferson. Al llarg d'un llarg període de setanta anys, Thomas Jefferson va tenir la propietat de més de 600 esclaus. Molts dels esclaus en la plantació de Monticello es van casar entre si i van tenir nens. Jefferson només va pagar a alguns dels seus esclaus de confiança en llocs importants o per fer tasques difícils com la neteja de xemeneies i banys. Registres fragmentaris indiquen una vida espiritual rica en els barracons dels esclaus de Monticello, que van incorporar tant les tradicions cristianes com les africanes. Encara que no hi ha constància que Jefferson encarregués a esclaus l'aprenentatge de gramàtica, diversos homes esclavitzats a Monticello sabien llegir i escriure.
En el testament final que va redactar Jefferson, demanava als seus hereus que alliberessin a tots els esclaus que encara li quedaven. Però degut als problemes financers de la família no es va poder complir.

### Cap a la Revolució
A més de practicar l'advocacia, Jefferson va representar el comtat d'Albemarle a la Cambra de Ciutadans (House of Burgesses) de Virgínia a partir de 1769. Després de l'aprovació de les Lleis intolerables pel Parlament britànic el 1774, va escriure una sèrie de resolucions en contra d'aquesta legislació, que es van ampliar en la seva obra titulada «Una vista resumida dels Drets de l'Amèrica britànica», la seva primera obra publicada. La crítica a les Lleis Intolerables s'havia centrat en qüestions legals i constitucionals, però Jefferson va oferir la idea radical que els colons tenien el dret natural a governar-se per si sols. Jefferson va sostenir també que el Parlament era el legislador de la Gran Bretanya sols i no tenia autoritat legislativa a les colònies. El document està destinat a servir com instruccions per a la delegació de Virgínia al Primer Congrés Continental, però les idees de Jefferson van demostrar ser massa radicals per a aquest òrgan. No obstant això, el fulletó contribuí a crear el marc teòric de la independència americana i va marcar a Jefferson com un dels més reflexius portaveus dels patriotes.

## Declaració d'Independència

Presentació de la Declaració d'Independència durant el Segon Congrés Continental. Obra de John Trumbull (al voltant de 1816)

Thomas Jefferson va ser nomenat el juny de 1775 delegat per Virgínia per al Segon Congrés Continental, poc després de l'esclat de la Guerra d'Independència dels Estats Units.
El Segon Congrés Continental es va reunir per primera vegada a Filadèlfia el 10 de maig de 1775, amb molts dels 56 delegats que van assistir al Primer Congrés, entre ells el president (Peyton Randolph) i el secretari (Charles Thomson). També hi va haver notables incorporacions com Benjamin Franklin de Pennsilvània i John Hancock de Massachusetts.
Dues setmanes després de l'inici de les sessions, Peyton Randolph va ser cridat de tornada a Virgínia per presidir la Cambra dels Ciutadans i va ser reemplaçat per Thomas Jefferson, que es va incorporar al Congrés diverses setmanes més tard.
L'11 de juny de 1776, Jefferson va ser nomenat al costat de Benjamin Franklin, John Adams, Robert R. Livingston i Roger Sherman membre d'un comitè format per cinc homes a qui se'ls va encarregar la tasca de confeccionar una declaració d'independència que acompanyés la resolució de Richard Henry Lee que declarava la independència.
Aquesta comissió va sol·licitar a Jefferson que redactés un primer esborrany per a la declaració, probablement a causa de la reputació que aquest tenia com a escriptor. Aquest tipus de peticions era normal en aquella època i ningú pensava que es tractava d'un encàrrec de gran responsabilitat. Jefferson va realitzar un esborrany de la declaració després de consultar amb altres membres de la comissió, prenent com a referència la seva pròpia proposta per a la Constitució de Virgínia i també l'esborrany que va escriure George Mason per la Declaració de Drets de Virgínia, entre altres fonts.
Un cop acabat, Jefferson va ensenyar el primer esborrany al comitè dels cinc, que van introduir alguns canvis al document per, a continuació, presentar-lo al Congrés el 28 de juny de 1776. El títol del document era "A Declaration by the Representatives of the United States of America, in General Congress assembled" («Declaració dels representants dels Estats Units d'Amèrica reunits en Congrés General»).

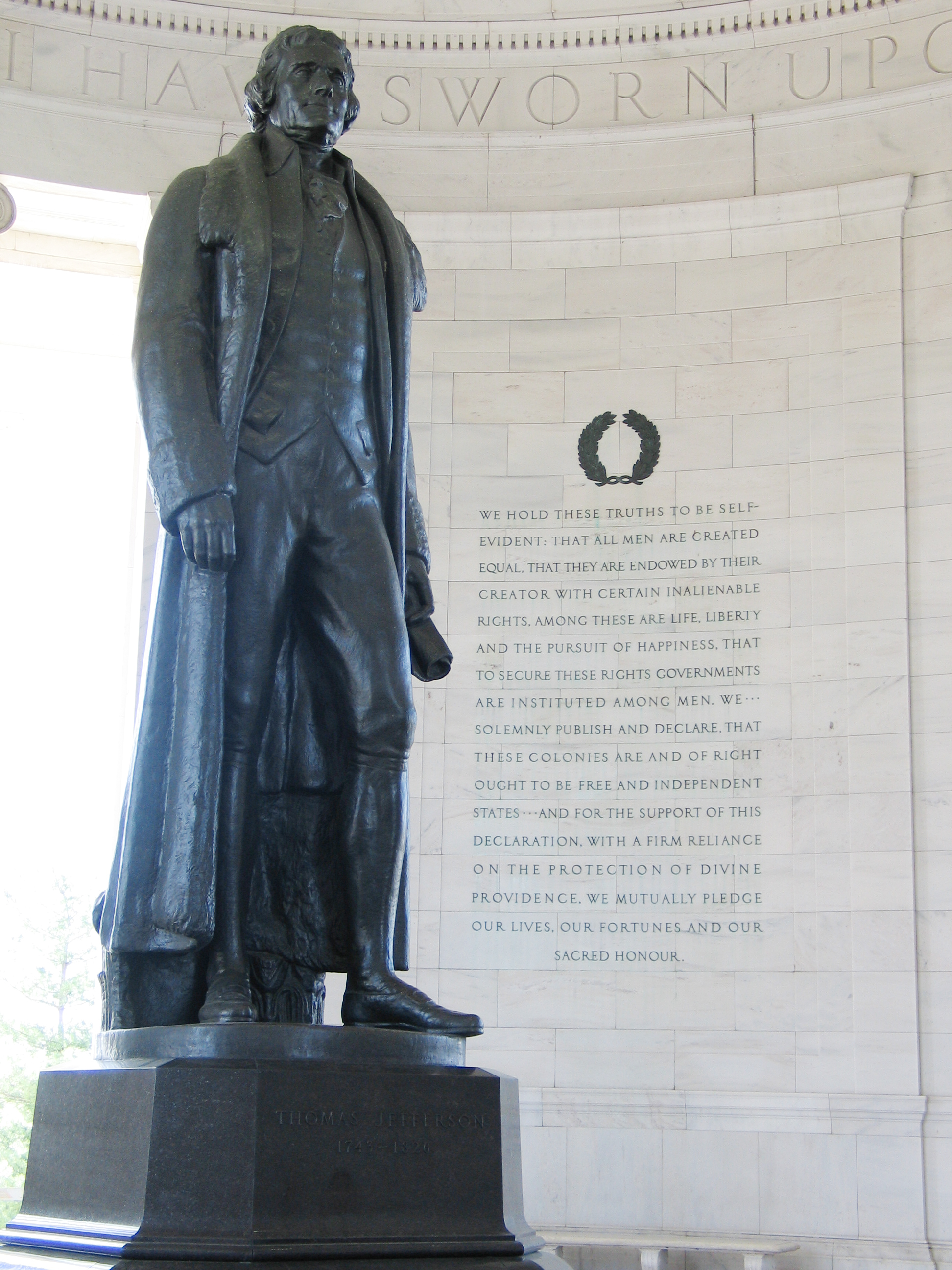
Estàtua de Thomas Jefferson a Washington DC amb el Preàmbul de la Declaració d'Independència en segon pla.

Després de votar a favor de la resolució d'independència presentada per Richard Henry Lee el 2 de juliol, el Congrés va centrar la seva atenció en la declaració. Durant dos dies es va debatre el document presentat pel comitè, es van realitzar diverses modificacions, suprimint gairebé una quarta part del text i eliminant les referències a l'esclavitud, aprovant-se el 4 de juliol de 1776.
Dues setmanes després, el 19 de juliol, el Congrés va votar una resolució per crear una versió final de la Declaració que va ser impresa en pergamí perquè fos signada per tots els membres del Congrés. Això es va aconseguir el 2 d'agost de 1776.
Jefferson va romandre a Filadèlfia fins al 2 de setembre de 1776, quan el seu successor al Congrés va arribar a la ciutat i ell va renunciar al seu escó per tornar a Virgínia.

## Carrera política des de 1774-1800

### Legislador estatal
Al setembre de 1776, Jefferson va tornar a Virgínia i va ser elegit per a la nova assemblea estatal. Durant el seu mandat a la Cambra, Jefferson va proposar la reforma i actualització del sistema de lleis de Virgínia per reflectir la seva nova condició d'Estat democràtic. Va redactar 126 projectes de llei en tres anys, incloses les lleis per abolir la primogenitura, establir la llibertat de religió i agilitzar el sistema judicial. L'any 1778, el «Projecte de Llei per a la difusió general de coneixements» presentat per Jefferson, va conduir a diverses reformes acadèmiques en la seva alma mater, inclòs el sistema electiu d'estudi (el primer d'una universitat nord-americana).
Jefferson va proposar també un projecte de llei en el legislatiu estatal per eliminar la pena capital per a tots els delictes, excepte l'assassinat i la traïció. El seu esforç per reformar la llei de la pena de mort va ser derrotat per un sol vot i delictes com la violació van seguir sent castigats amb la mort a Virgínia fins a la dècada de 1960. Ell va aconseguir fer aprovar una llei que prohibís la importació d'esclaus, però no l'esclavitud en si mateixa.

### Governador de Virgínia

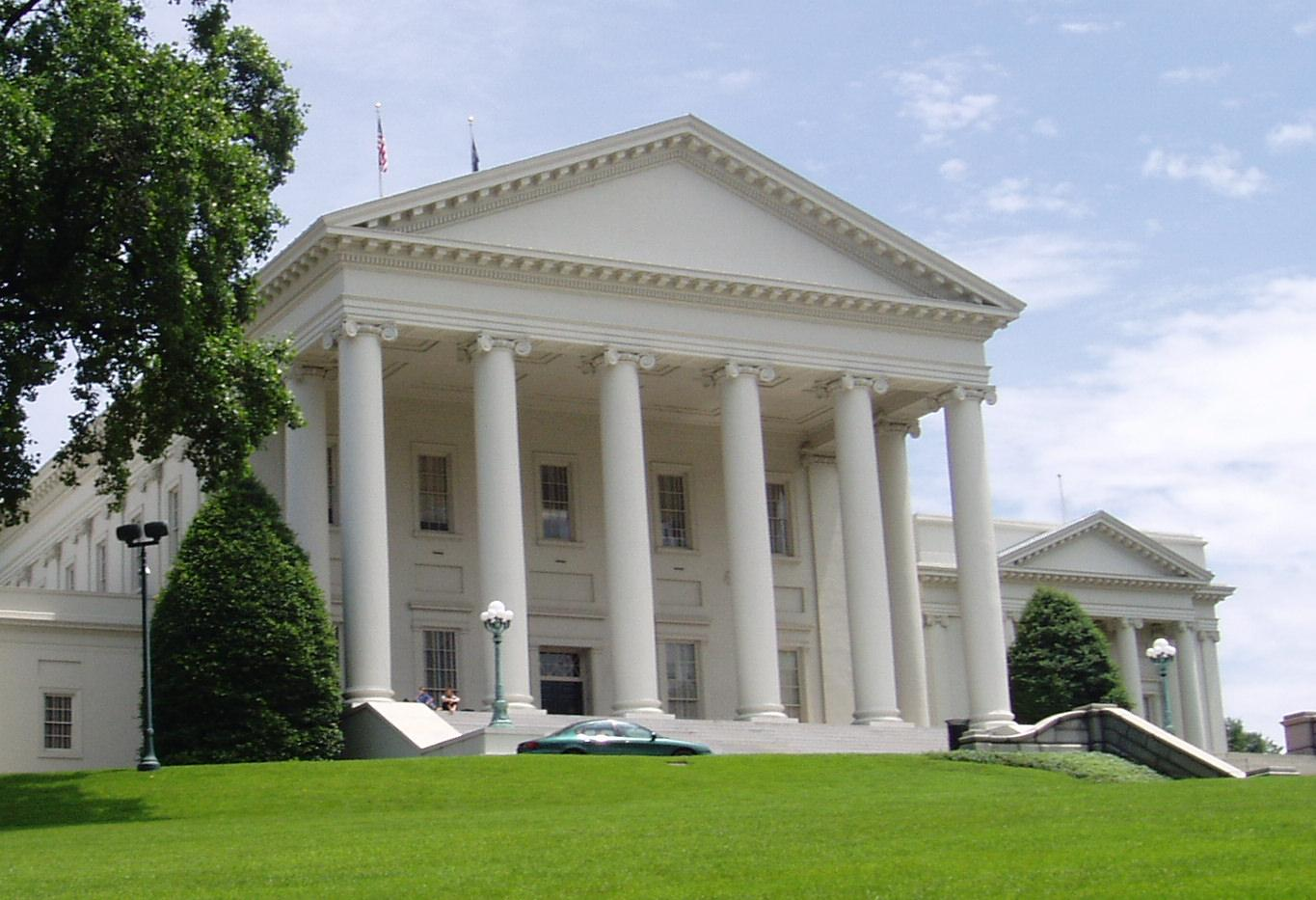
Capitoli de Virgínia a Richmond, la construcció fou dissenyada per Jefferson.

Jefferson va ser governador del nou Estat de Virgínia des de 1779 fins a 1781. Com a governador, va supervisar el trasllat de la capital de l'Estat de Williamsburg (Virgínia) a Richmond el 1780, durant la Guerra d'Independència.
Durant el seu mandat, les tropes britàniques van envair Virgínia en dues ocasions diferents. El desembre de 1780, el general Benedict Arnold, sota les ordres de Henry Clinton, va dirigir una força de 1.600 soldats cap Virgínia i es va apoderar de la capital de l'Estat, Richmond, per sorpresa. A continuació va llançar una campanya llampec al llarg de tot l'Estat, destruint totes les cases de subministraments, fundicions i fàbriques. D'una banda, aquesta acció va deixar fora de servei a la milícia de Virgínia, però al mateix temps Arnold es va veure obligat a retirar-se a la ciutat costanera de Portsmouth per rebre reforços o bé ser evacuat.
Aquests reforços van arribar el 20 de maig de 1781, quan el general Cornwallis va entrar a Virgínia travessant la frontera des del sud amb un exèrcit de quatre mil homes. La seva entrada a Virgínia va ser gairebé triomfal, primer unificà les forces britàniques, anteriorment sota el comandament de Phillips i Benedict Arnold, després hi establí el seu quarter general i va començar el seu pla per sotmetre l'Estat.
Mentrestant, Thomas Jefferson, juntament amb altres dirigents de Virgínia, van estar prop de ser capturats el juny de 1781 pel coronell Banastre Tarleton, que estava al comandament de la cavalleria de l'exèrcit britànic. Tarleton va dur a terme diverses batudes a Virgínia, com a Charlottesville, per intentar capturar Thomas Jefferson i danyar tot el possible l'assemblea de Virgínia. L'atac va ser parcialment frustrat, ja que un genet anomenat Jack Jouett recórrer 40 milles a cavall de nit per advertir Jefferson i els legisladors de l'atac que pretenia dur a terme Tarleton. Tots els legisladors, menys set, van escapar, però Tarleton va destruir armes i municions i va aconseguir el seu objectiu de dispersar l'Assemblea constituïda de Virgínia.
Aquesta actuació va suposar la desaprovació pública de Thomas Jefferson i retardar les seves perspectives de futur polític. Poc temps després va ser acusat de no haver fet prou per garantir la seguretat de la ciutat de Richmond, encara que una comissió d'investigació designada per resoldre la controvèrsia el va exonerar de tots els càrrecs. Tot i això, no va tornar a ser elegit per cap lloc de l'Assemblea de Virgínia. No obstant això, sí que va ser nomenat per la legislatura de l'Estat com a congressista a 1783.

### Membre del Congrés
L'Assemblea de Virgínia va designar per al Congrés de la Confederació en representació de l'Estat el 6 de juny de 1783, per al període que començaria l'1 de novembre. Al Congrés, va ser membre del comitè encarregat de fixar els tipus de canvi de les divises, i per això, va recomanar que la moneda nord-americana hauria d'estar basada en el sistema decimal.

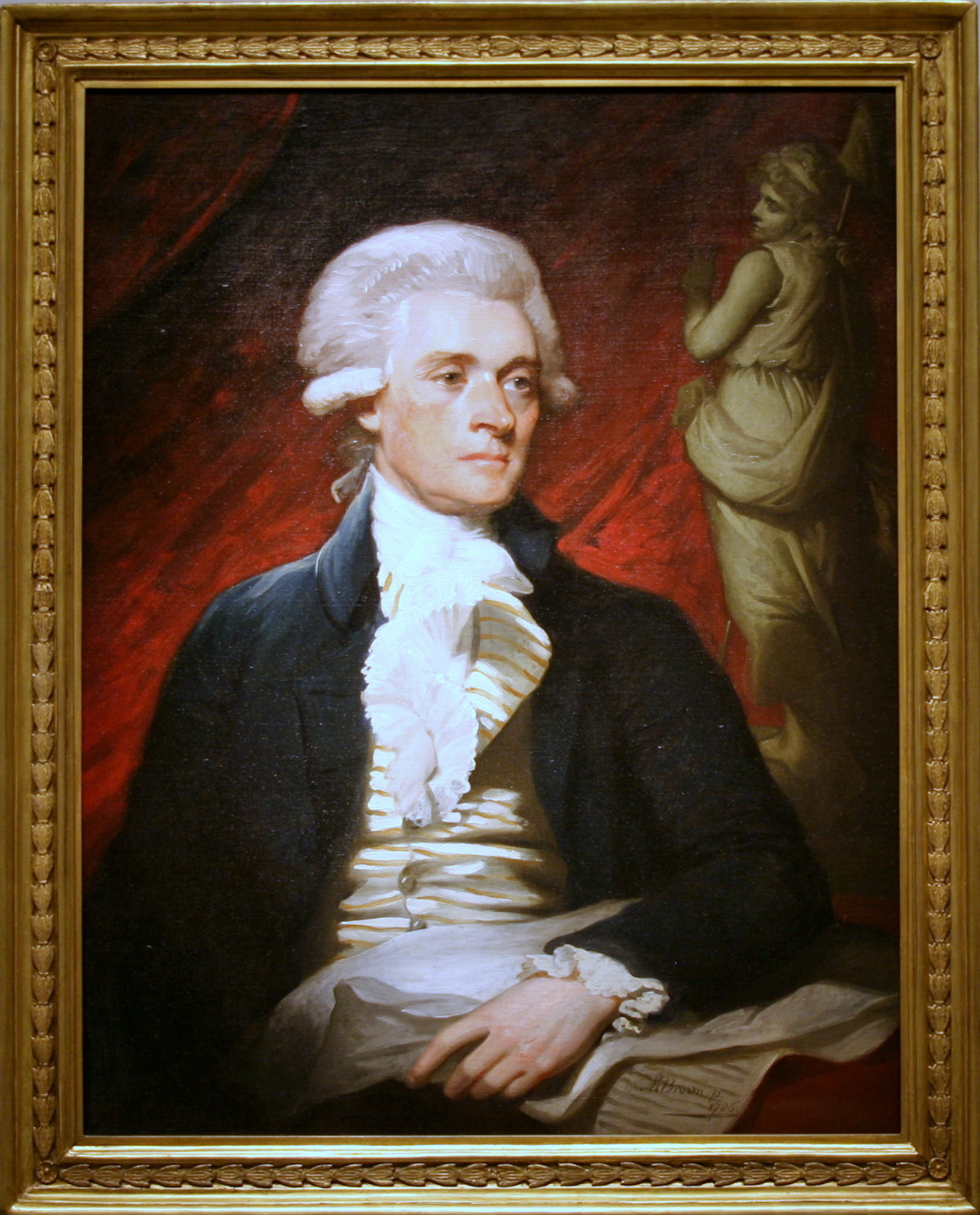
Thomas Jefferson, per Mather Brown en 1786

Jefferson també va recomanar la creació de la Comissió dels Estats, que pretenia funcionar com el braç executiu del Congrés, quan el Congrés no estava en sessió.
Va deixar el Congrés quan va ser elegit ministre plenipotenciari el 7 de maig de 1784, convertint-se en ambaixador a França el 1785.

### Ministre a França
Com que Jefferson va estar servint com a ambaixador a França des de 1785 fins a 1789, no va poder assistir a la Convenció constitucional de Filadèlfia. En general va donar suport a la nova Constitució tot i la manca d'una carta de drets, mantenint-se informat dels debats per la seva correspondència amb James Madison.
Durant la seva estada a París, va viure en una casa dels Camps Elisis. Va passar gran part del seu temps explorant els llocs d'interès arquitectònic de la ciutat, així com gaudint de les belles arts que París oferia. Es va convertir en un favorit en la cultura dels salons i era un convidat freqüent de molts dels personatges més prominents de la ciutat. Ell i les seves filles van estar acompanyats per dos esclaus de la família Hemings de Monticello. Jefferson va pagar perquè James Hemings fos entrenat com un xef francès (més tard Hemings acompanyar Jefferson com a cap de cuina quan era a Filadèlfia). Sally Hemings, germana de James, havia acompanyat la filla menor de Jefferson a l'exterior. Alguns especulen que Jefferson hauria pogut començar una relació a llarg termini amb Sally Hemings a París Els Hemings van aprendre el francès durant la seva estada a la ciutat.
De 1784 a 1785, Jefferson va ser un dels arquitectes de les intenses relacions comercials entre els Estats Units i el Regne de Prússia. L'ambaixador de Prússia Friedrich Wilhelm von Thulemeyer i John Adams, tots dos residents a La Haia, i Benjamin Franklin des de París, també van participar en l'establiment d'aquestes relacions.
Malgrat les seves nombroses amistats amb l'elit social i la noblesa, quan la Revolució Francesa va començar a 1789, Jefferson es va posar del costat dels revolucionaris.

### Secretari d'Estat
Després de tornar de França, Jefferson va ser el primer Secretari d'Estat de George Washington (1790 - 1793). Jefferson i Alexander Hamilton van començar a discutir sobre la política fiscal nacional, especialment el finançament dels deutes de la guerra. Hamilton creia que els deutes havien de ser igualment compartits per tots i Jefferson que cada Estat havia de ser responsable del seu propi deute (Virgínia no havia acumulat molt de deute durant la Revolució). En el combat amb els federalistes, Jefferson va arribar a equiparar a Hamilton i la resta dels seus seguidors conservadors amb els monàrquics, que amenaçaven de soscavar el republicanisme.
En 1792 Jefferson i James Madison van fundar i dirigir el Partit Demòcrata-Republicà. Va treballar amb Madison i el seu director de campanya de John J. Beckley per construir una xarxa nacional d'aliats republicans que els permetés combatre els federalistes a tot el país.
Jefferson va recolzar fermament França contra Gran Bretanya quan va esclatar la guerra entre les dues nacions en 1793. L'arribada a 1793 d'un nou i agressiu ambaixador francès, Edmond-Charles Genet, va causar una crisi amb el Secretari d'Estat. Jefferson contemplà com Genet va intentar rompre la neutralitat americana, manipular l'opinió pública, fins i tot atraure la gent en contra de Washington, projectes que va ajudar a frustrar. Segons Schachner, Jefferson creia que l'èxit polític del país depenia de l'èxit de l'exèrcit francès a Europa:
Jefferson encara s'aferrava a les seves simpaties amb França i esperava l'èxit de les seves armes a l'estranger i un pacte cordial amb ells a casa. Tenia por que una derrota francesa en els camps de batalla europeus donés «una força meravellosa als nostres autòcrates i sens dubte afectaria el to de l'administració del nostre govern. De fet, em temo que si aquest estiu fos desastrós per als francesos, això apagaria l'energia del republicanisme al nostre nou Congrés, del qual jo havia esperat tant la reforma».

### Renúncia del seu càrrec
A finals de 1793 Jefferson es va retirar a Monticello, on va continuar orquestrant l'oposició a Hamilton i Washington. No obstant això, el Tractat Jay de 1794, auspiciat per Hamilton, va portar la pau i el comerç amb Gran Bretanya, mentre que Madison, amb un fort suport de Jefferson, volia, diu Miller, «estrangular l'antiga metròpoli» sense anar a la guerra. «Es va convertir en un acte de fe entre els republicans, que les armes comercials serien suficients perquè la Gran Bretanya s'avingués als termes que els Estats Units optessin per dictar».

### Vicepresidència
El candidat presidencial demòcrata-republicà Jefferson va perdre les eleccions de 1796 davant seu amic i llavors vicepresident John Adams, però va obtenir suficients vots electorals per convertir-se en vicepresident (1797 - 1801). En l'exercici d'aquest càrrec, va escriure un manual de procediment parlamentari, però d'altra banda va evitar anar al Senat.
Amb la Quasi-Guerra en marxa, una guerra naval no declarada amb França, els federalistes al comandament de John Adams van començar a construir la Marina i a reclutar l'exèrcit, la qual cosa els va obligar a implantar nous impostos tot preparant-se per a la guerra i, a la fi, promulgar les Actes de Sedició i Estrangers de 1798. Jefferson va interpretar la nova legislació de Sedició i Estrangers com un esforç per suprimir els demòcrates republicans en comptes dels estrangers perillosos i, de fet, van ser utilitzats per atacar al seu partit, amb els atacs més notables procedents de Matthew Lió, un representant de Vermont. Jefferson i Madison van reunir el suport per escrit de forma anònima en les Resolucions de Kentucky i Virgínia, on van declarar que el Govern federal no tenia dret a exercir competències que no hagin estat expressament delegades pels Estats. En les resolucions s'entén que, si el Govern federal assumís aquestes facultats, els seus actes podrien ser anul·lats per un Estat. Les resolucions que es van presentar van ser les primeres declaracions de la teoria dels drets dels estats, que més tard va conduir als conceptes de nul·litat i interposició.

### Elecció de 1800
Treballant en estreta col·laboració amb Aaron Burr de Nova York, Jefferson va atacar sobretot els nous impostos i es va postular per a la Presidència el 1800. D'acord amb les tradicions de l'època, no va fer formalment campanya per al lloc. Va empatar amb Burr pel primer lloc al col·legi electoral, deixant a la Cambra de Representants (on els federalistes encara tenien algun poder) la decisió sobre l'elecció.
Després d'un llarg debat a la Cambra de Representants controlada pel Partit Federalista, Hamilton va convèncer el seu partit que Jefferson seria un mal menor davant Burr, basant el seu argument en què continuar amb aquest escàndol en el procés electoral podia soscavar un règim encara jove. El tema va ser resolt per la Cambra el 17 de febrer de 1801, després de trenta-sis rondes de votacions, quan Jefferson va ser elegit president i Burr vicepresident. La negativa de Burr a retirar-se va crear mala relació amb Jefferson, que el va abandonar a la candidatura de 1804, després que aquest matés Hamilton en un duel.
No obstant això, la victòria de Jefferson sobre el federalista John Adams en l'elecció general va ser ridiculitzada en el seu moment, perquè el Col·legi Electoral va ser creat en virtut a un compromís de tres cinquenes parts de la Convenció de Filadèlfia, que va fer que el nombre d'electors dels Estats del sud estigués inflat a causa de l'esclavitud, el que significa que dotze dels vots electorals de Jefferson -el seu marge de victòria- s'havia derivat de la ciutadania a la qual se li negava el dret al vot. Després de la seva elecció el 1800, Jefferson va ser ridiculitzat com el «president negre», pels crítics com el Mercury and New-England Palladium of Boston per escrit el 20 de gener de 1801, on deien que Jefferson havia tingut el desvergonyiment de celebrar la seva elecció com una victòria per a la democràcia, quan havia guanyat «el temple de la llibertat sobre les espatlles dels esclaus».

## Presidència (1801-1809)

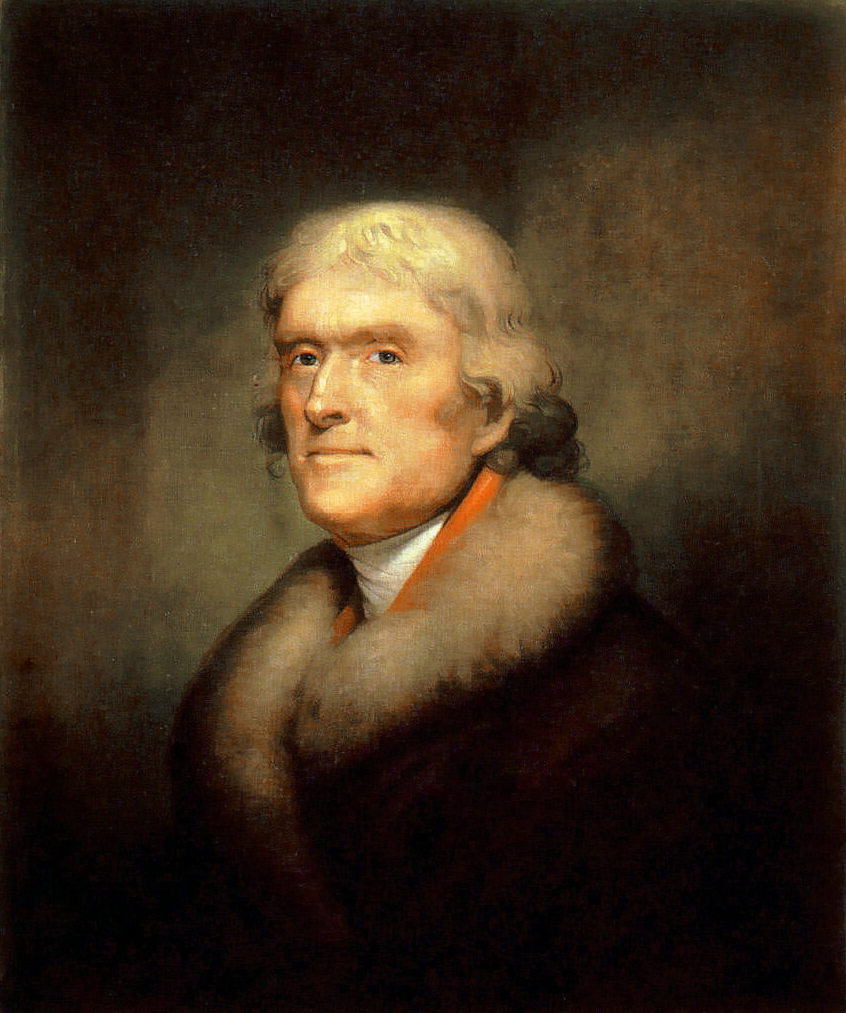
Retrat de Rembrandt-Peale al 1805

Durant la presidència de Jefferson, molts impostos federals van ser derogats, i ell va intentar basar la seva política econòmica principalment en els ingressos duaners. Indultar persones que havien estat empresonades sota les Actes de Sedició i Estrangers de 1798, aprovades en el mandat de John Adams, sota l'argument que eren inconstitucionals. Es va derogar la Llei Judicial de 1801 i va expulsar molts dels «jutges de mitjanit» d'Adams. Va començar i va guanyar la Guerra de Trípoli (1801 - 1805), primera guerra significativa a l'exterior dels Estats Units, i va establir l'Acadèmia Militar dels Estats Units a West Point el 1802.

### Compra de Louisiana
L'any 1803, malgrat els seus dubtes sobre la constitucionalitat de la facultat del Congrés per comprar terres, Jefferson va efectuar la compra de Louisiana a França, duplicant la mida dels Estats Units. El terreny adquirit d'aquesta manera va ascendir al 23% dels Estats Units avui. D'uns 2.100.000 km², comprenia els actuals estats d'Arkansas, Missouri, Iowa, la zona de Minnesota a l'est del riu Mississipi, Dakota del Nord, Dakota del Sud, Nebraska, Oklahoma, la major part de Kansas, zones de Montana, Wyoming, el territori de Colorado a l'est de les muntanyes Rocoses i el de Louisiana a l'est del riu Mississipi, amb la ciutat de Nova Orleans inclosa.
La regió de Louisiana havia estat ocupada per França al començament del segle xviii. El Tractat de París (1763), que va posar fi a la guerra dels Set Anys, va establir que la zona oriental del Mississipi fos cedida a Gran Bretanya, alhora que ratificava el Tractat de Fontainebleau pel qual França va cedir la resta de Louisiana a Espanya en compensació per la pèrdua de Florida. El 1800 aquest territori va tornar a la sobirania francesa pel tercer tractat de Sant Ildefons. El 1802, però, es van produir dos fets que el president Thomas Jefferson va considerar hostils per als interessos dels Estats Units: l'enviament de tropes franceses a Nova Orleans i a l'illa de Santo Domingo per reprimir revoltes que havien esclatat en aquests territoris, i la supressió del dret de dipòsit, privilegi acordat temps enrere amb els comerciants nord-americans per guardar mercaderies a Nova Orleans fins al seu transbord. Jefferson va enviar James Monroe a París per col·laborar amb el ministre plenipotenciari a França, Robert R. Livingston, en l'intent de realitzar una de les quatre possibilitats següents: la compra de la Florida oriental i occidental i de Nova Orleans; l'adquisició només de Nova Orleans, la compra del territori a la vora del riu Mississipi per construir un port nord-americà o bé l'adquisició a perpetuïtat dels drets de navegació i emmagatzematge.

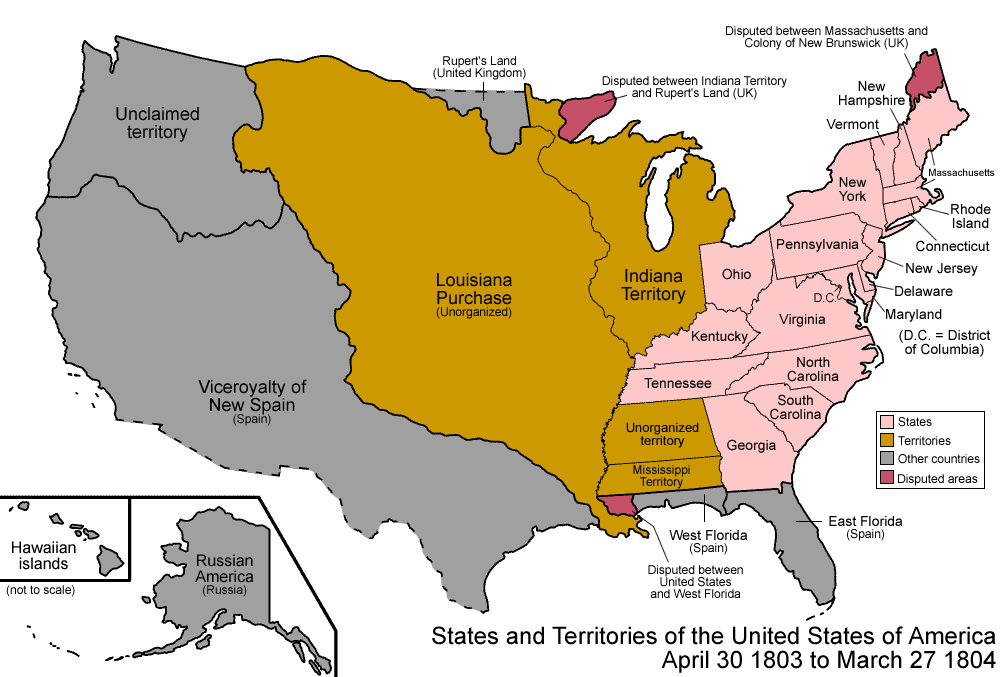
Territori (espai marró de l'esquerra) adquirit per Estats Units mitjançant la compra de Louisiana.

Les negociacions prèvies entre Livingston i el ministre francès d'Afers Exteriors, Charles Maurice de Talleyrand-Périgord, van fracassar. Més tard la situació internacional va empitjorar per a França. L'exèrcit francès de Santo Domingo va quedar delmat per una epidèmia de febre groga i la revolta va esclatar a l'illa. Napoleó, decidit a treure el millor profit de tan complicada situació, va donar noves instruccions a Talleyrand, i l'11 d'abril de 1803, aquest va sorprendre a Monroe i Livingston amb un únic i innegociable oferiment: la compra de la totalitat de Louisiana. Encara que aquesta operació depassava les seves competències, els ambaixadors nord-americans van acceptar. Al començament de maig, es van signar tres documents pels quals França cedia Louisiana als Estats Units. El preu acordat va ser de 15 milions de dòlars, dels quals 11.250.000 suposaven el pagament a França dels drets de cessió dels territoris. La resta 3.750.000 dòlars van ser utilitzats pel govern dels Estats Units per satisfer les reclamacions dels seus ciutadans contra França.
En el moment de la compra, Jefferson va ser interpel·lat sobre la constitucionalitat de l'adquisició de territoris per no afegir una nova esmena a la Constitució nord-americana que li donés cobertura legal. Tanmateix, l'adquisició de Louisiana va ser ratificada pel Senat dels Estats Units en forma de tractat.

### Expedició de Lewis i Clark

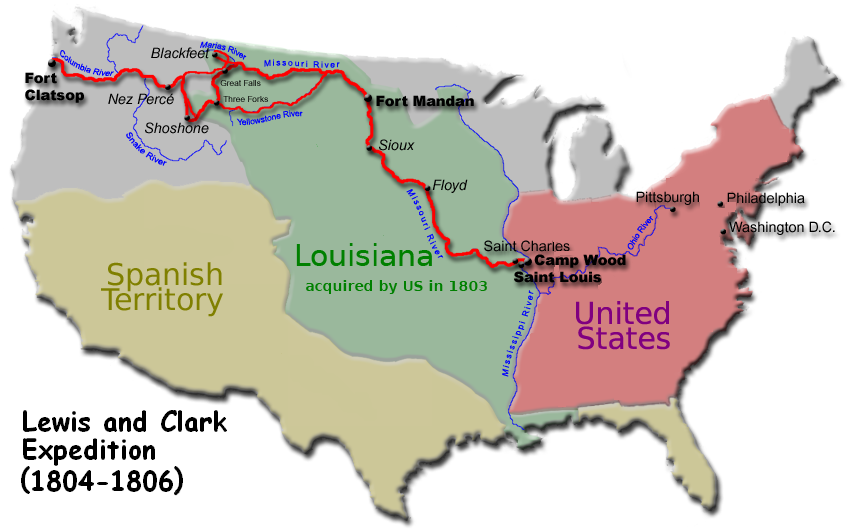
Ruta (en vermell) seguida per l'expedició.

L'any 1804, la compra de Louisiana va despertar un gran interès per part de la població a expandir cap a la costa oest. Unes poques setmanes després de realitzar la compra, el president Thomas Jefferson, convençut de la necessitat d'expansió del país cap a l'oest, va efectuar les gestions perquè el Congrés assignés 2.500 dòlars per organitzar una expedició cap a aquest territori.
Des de molt de temps abans, Thomas Jefferson havia estat pensant en una expedició d'aquest tipus, encara que estava preocupat pels riscos i perills que hi pogués haver. Durant la seva estada a França com a ministre pleniponteciari, entre 1785 i 1789, havia escoltat diversos plans per explorar la zona nord-oest del Pacífic. En 1785, Jefferson va saber que el rei Lluís XVI de França tenia planejat enviar una missió a la zona, amb la finalitat declarada de ser només una expedició científica.
L'expedició pren el nom dels exploradors que la van liderar: Meriwether Lewis i William Clark.
Jefferson va triar al capità Meriwether Lewis per dirigir l'expedició, que posteriorment es va denominar Cos de Descobriment (Corps of Discovery). William Clark es va ocupar de la confecció de mapes, la gestió de la logística i els subministraments, així mateix es va encarregar de la identificació i classificació de plantes i d'animals autòctons.
L'expedició va durar tres anys, començant a Pittsburgh, Pennsilvània, l'agost de 1803 i finalitzant a Sant Lluís, Missouri, el setembre de 1806.

### Controvèrsies
El 1807, l'exvicepresident, Aaron Burr, va ser jutjat per traïció per ordre de Jefferson, però va ser absolt. Durant el judici el jutge president John Marshall va citar Jefferson, qui va invocar el privilegi executiu i va afirmar que com a president no havia de complir. Quan Marshall va sostenir que la Constitució no preveu que el president sigui cap excepció a l'hora d'obeir una ordre judicial, Jefferson es va fer enrere.
La reputació de Jefferson va ser danyada per l'Acta d'Embargament de 1807, que va ser ineficaç i va ser derogada al final del seu segon mandat.
El 1803, el president Jefferson va convertir en llei un projecte perquè els negres fossin exclosos de treballar al correu dels EUA L'historiador John Hope Franklin va anomenar aquesta firma com «una expressió de desconfiança gratuïta cap als negres lliures que no havien fet res per merèixer-la».
El 3 de març de 1807, Jefferson va signar un projecte de llei contra la importació il·legal d'esclaus als Estats Units.

## Efígies de Jefferson

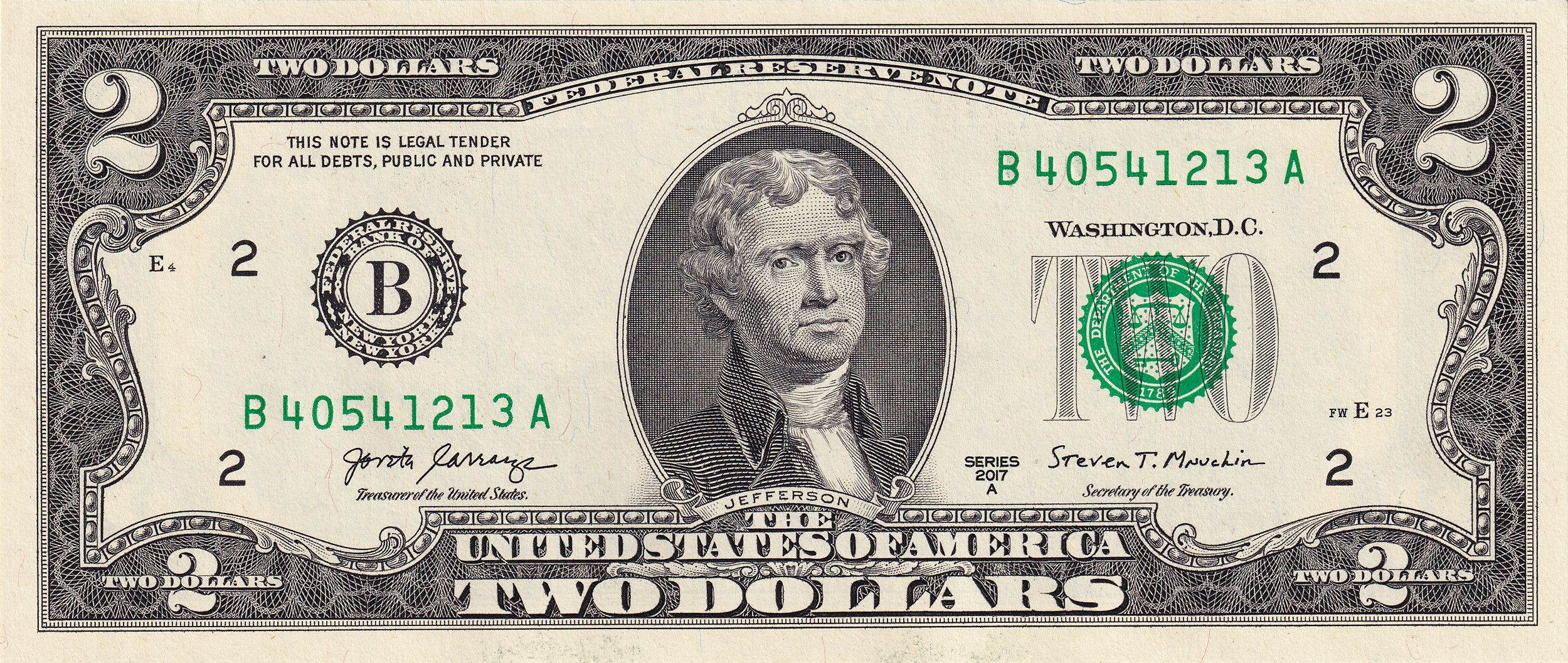
El retrat de Jefferson que apareix als bitllets de 2 dòlars (1953)